# Deharvengiurus argus
Deharvengiurus argus is een springstaartensoort uit de familie van de Onychiuridae. De wetenschappelijke naam van de soort is voor het eerst geldig gepubliceerd in 1924 door Denis.